# Station Domfront (Sarthe)
Station Domfront is een spoorweghalte in de Franse gemeente Domfront-en-Champagne. Zij wordt bediend door treinen van het netwerk TER Pays de la Loire op het traject  Le Mans -  Laval.